# Isospín
En física, y específicamente, en la física de partículas, el isospín (espín isotópico o espín isobárico) es un número cuántico relacionado con la interacción fuerte y aplicado a las interacciones del neutrón y el protón. Este término se deriva de espín isotópico, pero este término se confunde con dos isótopos de núcleos que tengan diferentes cantidades de nucleones, mientras la rotación del isospín mantiene el número de nucleones. Los físicos nucleares prefieren llamarlo espín isobárico, que es más preciso en su significado. La simetría del isospín es un subconjunto de la simetría del sabor que se ve en forma más amplia en las interacciones de bariones y mesones. La simetría de isospín conserva un concepto importante en la física de partículas y un examen más cercano de esta simetría lleva directamente al descubrimiento y entendimiento histórico de los cuarks y la teoría de Yang-Mills.

## Simetría
El isospín fue introducido por Werner Heisenberg para explicar muchas simetrías relacionadas:
- La masa de los neutrones y de los protones es casi idéntica: son casi degenerados y se los llama nucleones. Aunque el protón tiene carga positiva y el neutrón es neutro, son casi idénticos en todos los otros aspectos.
- La fuerza de la interacción fuerte entre cualquier par de nucleones es la misma, independiente de si interactúan como protones o como neutrones.
- La masa de un pion que media entre la interacción fuerte y los nucleones es la misma. En particular, la masa de un pion positivo (y su antipartícula) es casi idéntica a la de un pion neutro.

En mecánica cuántica, cuando un hamiltoniano tiene una simetría, esta simetría se manifiesta en sí misma a través de un conjunto de estados que tienen (casi) la misma energía; esto es, los estados son degenerados. En la física de partículas, la masa es sinónimo de energía (desde que se conoce que E = mc²) y así la masa degenerada del neutrón y el protón en una simetría hamiltoniana describe la interacción fuerte. El neutrón tiene la masa ligeramente superior: la masa degenerada no es exacta. El protón está cargado, el neutrón no. Sin embargo, en este caso se podría en general por mecánica cuántica, la apariencia de la simetría puede ser imperfecta, como si fuera una perturbación de otras fuerzas que dan lugar a ligeras diferencias entre estados.

### SU(2)
La contribución de Heisenberg radicó en 
señalar que la formulación matemática de esta simetría es en algunos aspectos similar a la formulación matemática del espín, de donde se deriva su nombre «isospín». Para ser preciso, la simetría isospín está dada por la invarianza del hamiltoniano de las interacciones fuertes bajo la acción de un grupo de Lie SU(2). El neutrón y el protón están asignados a un doblete (el espín-1/2 o una representación fundamental) de SU(2). Los piones son asignados a un triplete (el espín-1 o representación adjunta) de SU(2).
Solo si es el caso de un espín regular, el isospín está descrito por dos números, I, el isospín total y I3 el componente del espin de vector en la dirección dada. El protón y el neutrón tienen ambos I=1/2, cuando ellos permanecen en el doblete. El protón tiene I3=+1/2 o ísospín-arriba' y el neutrón tiene I3=-1/2 o 'isospín-abajo'. Los piones, que permanecen en el triplete, tienen I=1 y π+, π0 y π− tienen, respectivamente I3=+1, 0, −1.

## Relación con el sabor
El descubrimiento y el subsecuente análisis de partículas adicionales, ambos mesones y bariones, deja en claro que el concepto de simetría isospín puede ser ampliado para un par de grupos grandes de simetría, ahora llamado simetría de sabor. Una vez que el kaón y su propiedad de extrañeza fueron mejor entendidas, comenzó a aclararse esto, también, pareciendo ser parte de una ampliación, más simetrías generales que contenían al isospín como un subconjunto. La más grande simetría fue nombrada como ocho maneras por Murray Gell-Mann, y fue prontamente reconocida para corresponder a la representación adjunta de SU(3). Esto inmediatamente llevó a la propuesta de Gell-Mann de la existencia de cuarks. Los cuarks podrían pertenecer a la representación fundamental de la simetría del sabor SU(3) y esto es de un representante fundamental, estos conjugados (cuarks y anticuarks) con los de mayor representación (mesones y bariones) podrían ser ensamblados. En corto, la teoría de grupos de Lie y la álgebra de Lie modelaron la realidad física de partículas en las más excepcional e inesperada manera.
El descubrimiento de los mesones J/ψ y encantado condujo a la expansión de la simetría del sabor a SU(4) y el descubrimiento del mesón upsilon (y de los correspondientes cuarks cima y fondo) llevó a la actual simetría del sabor SU(6). La simetría de isospín es solo un pequeño rincón de esta simetría mayor. Hay razones teóricas fuertes, confirmadas por experimentos, que llevan a creer que las cosas paran ahí y que no hay posibilidad de que nuevos cuarks sean encontrados.

## Simetría isospín de cuarks
En el marco del modelo estándar, la simetría isospín de un protón y un neutrón son reinterpretadas como la simetría isospín de un cuark arriba y un cuark abajo. Técnicamente, el estado doblete del nucleón está como una combinación lineal del producto de tres partículas isospín de doble estado y espín de doble estado. Esto es, la función de onda del protón (spin-arriba), en términos de los estados propios cuark-sabor, está descrito por
{\displaystyle \vert p\uparrow \rangle ={\frac {1}{3{\sqrt {2}}}}\left({\begin{array}{ccc}\vert duu\rangle &\vert udu\rangle &\vert uud\rangle \end{array}}\right)\left({\begin{array}{ccc}2&-1&-1\\-1&2&-1\\-1&-1&2\end{array}}\right)\left({\begin{array}{c}\vert \downarrow \uparrow \uparrow \rangle \\\vert \uparrow \downarrow \uparrow \rangle \\\vert \uparrow \uparrow \downarrow \rangle \end{array}}\right)}
Y el neutrón (espín-arriba) por 
{\displaystyle \vert n\uparrow \rangle ={\frac {1}{3{\sqrt {2}}}}\left({\begin{array}{ccc}\vert udd\rangle &\vert dud\rangle &\vert ddu\rangle \end{array}}\right)\left({\begin{array}{ccc}2&-1&-1\\-1&2&-1\\-1&-1&2\end{array}}\right)\left({\begin{array}{c}\vert \downarrow \uparrow \uparrow \rangle \\\vert \uparrow \downarrow \uparrow \rangle \\\vert \uparrow \uparrow \downarrow \rangle \end{array}}\right)}
Aquí, {\displaystyle \vert u\rangle } es el estado propio de sabor del cuark arriba y {\displaystyle \vert d\rangle } es el estado propio de sabor del cuark abajo, mientras que {\displaystyle \vert \uparrow \rangle } y {\displaystyle \vert \downarrow \rangle } son los estados propios de {\displaystyle S_{z}}. A pesar de lo anterior la manera técnicamente correcta de denotar al protón y neutrón en términos del sabor de cuarks y estados propios de espín, esto casi siempre se pasa por alto y se son simplemente referidas como uud y udd. 
Similarmente, la simetría isospín de los piones son dados por:
{\displaystyle \vert \pi ^{+}\rangle =\vert u{\overline {d}}\rangle }
{\displaystyle \vert \pi ^{0}\rangle ={\frac {1}{\sqrt {2}}}\left(\vert u{\overline {u}}\rangle -\vert d{\overline {d}}\rangle \right)}
{\displaystyle \vert \pi ^{-}\rangle =-\vert d{\overline {u}}\rangle }
La línea sobre las letras denota, como es usual, la representación del complejo conjugado de SU(2) o equivalentemente el anticuark.

## Isospín débil
Los cuarks también sienten la interacción débil; sin embargo, los estados propios de masa de las interacciones fuertes no son exactamente los mismos de la interacción débil. Entonces, mientras haya un par de cuarks u y d que toman parte en la interacción débil, que no son lo mismo que los cuarks fuertes u y d. La diferencia es dada por la rotación, esas magnitudes son llamadas el ángulo de Cabibbo o más generalmente la matriz CKM.

## Teoría de Yang-Mills
Hace casi 50 años, los físicos Yang y Mills descubrieron ciertas relaciones entre la Geometría y las ecuaciones de la física de partículas que luego resultaron de gran utilidad para unificar tres de las interacciones fundamentales de la materia en una sola teoría. A pesar de ello, nadie ha demostrado que las ecuaciones de Yang-Mills tengan soluciones compatibles con la mecánica cuántica.

### Existencia ymass gapen la Teoría de Yang-Mills.
Este es un problema para los físicos; o de los físicos. Lo que se pide es un modelo matemático que satisfaga los axiomas de cierta Teoría Cuántica de Campos conocida como Teoría de Yang-Mills o «Teoría gauge no-abeliana».
En física se reconocen cuatro tipos fundamentales de interacciones entre partículas, que gobiernan todos los procesos conocidos. La fuerza gravitatoria, la fuerza electromagnética y los dos tipos de fuerzas nucleares, «fuertes» y «débiles». La fuerza gravitatoria no tiene efectos apreciables en el mundo atómico y además es conceptualmente difícil de compatibilizar con los postulados de la mecánica cuántica. Por tanto se excluye de manera explícita en el llamado «modelo estándar» de la física de partículas.
Las ecuaciones de Yang y Mills, introducidas en 1954, son en pocas palabras una generalización no conmutativa de la electrodinámica cuántica (QED), la cual a su vez es la versión cuantizada de la teoría electromagnética clásica de Maxwell. La QED es la teoría que modeliza las interacciones electromagnéticas en el contexto cuántico, y ya estaba ampliamente asentada y aceptada en los años 50. Esencialmente, las ecuaciones de Yang-Mills se reducen a la QED cuando las partículas portadoras del campo no tienen masa (como es el caso de los fotones, portadores de la energía elcetromagnética) y difieren de la QED solamente cuando los portadores tienen masa (como es el caso de los bosones W y Z, unas 100 veces más pesados que protones y neutrones, y portadores de las fuerzas nucleares débiles). En este sentido, la teoría de Yang-mills es una pieza clave en la unificación de la QED con la teoría de las interacciones débiles: la llamada teoría electrodébil formulada en 1968, que valió el premio Nobel de Física de 1979 a sus creadores, Sheldon Glashow, Abdul Salam y Steven Weinberg. Hay que aclarar que la existencia de los bosones W y Z y el valor de su masa no fueron explicados sino predichos por la teoría electrodébil, y no detectados experimentalmente hasta los años 80. Uno de los problemas más importantes en física de partículas es encontrar una teoría que unifique de manera satisfactoria la teoría electrodébil y la «cromo-dinámica cuántica» que regula las interacciones fuertes.
El reto que plantea el Instituto Clay puede tener relación con esta futura teoría unificada, aunque se plantea como un problema puramente matemático. Explicado de manera imprecisa, se pide «avanzar en el conocimiento matemático de la Teoría de Yang-Mills en dimensión cuatro». En términos más precisos, se pide demostrar que para todo grupo simple compacto G, hay una Teoría de Yang-Mills en R4 que tiene a ese grupo como grupo gauge y que además, esa teoría tiene una «brecha de masa» (mass gap). La brecha de masa significa que no puede haber excitaciones con energía arbitrariamente pequeña sino que hay un valor mínimo D >0 para las mismas. Es una propiedad fundamental en el contexto físico. Explica, por ejemplo, por qué las interacciones fuertes, aun siendo las más fuertes de la naturaleza, son las de más corto alcance.